# Brunetti en trois actes
Brunetti en trois actes (Falling in Love, dans les éditions originales en anglais) est un roman policier américain de Donna Leon, publié en 2015. C'est le 24e roman de la série mettant en scène le personnage de Guido Brunetti.

## Résumé
Pour le vingt-quatrième tome des enquêtes du commissaire Brunetti, Donna Leon situe son intrigue dans le milieu de l’opéra qui lui est cher. Cela lui permet de retrouver le personnage de Flavia Petrelli, diva qui était en tête d’affiche du premier Brunetti « Mort à la Fenice ». La grande cantatrice est donc de passage à Venise pour quelques représentations de la Tosca. A la fin du spectacle, auquel Brunetti et son épouse Paola ont d’ailleurs assisté, une pluie de roses jaunes s’est abattue sur la scène. Rien d’anormal pour les spectateurs, habitués à ce genre de marques d’admiration.
Il n’en va pas de même pour Flavia Petrelli qui découvre dans sa loge des centaines d’autres roses, d’autant que ce n’est pas la première fois. L’admiration des fans tourne parfois au harcèlement et il semble bien que ce soit le cas. Après de longs moments d’angoisse, Flavia décide finalement de faire appel au commissaire Brunetti qui commence à prendre l’affaire très au sérieux lorsqu’une jeune fille est agressée sur un pont de Venise. Celle-ci venait en effet de recevoir des félicitations de la part de la Flavia qui l’avait entendue répéter.
L’enquête est lancée et elle permet à la fois à l’auteure d’explorer la psychologie des harceleurs et d’emmener le lecteur dans les coulisses de l’opéra. L’intrigue se déroule en trois actes, comme l’opéra lui-même et se termine en beauté, avec une bonne dose d’action (pour un Brunetti !).
Et puis, comme d’habitude, il y a le charme particulier de Venise, la grâce de Paola et la sérénité parfois teintée d’humour qui se dégage de la famille Brunetti et l’insolence intelligente et déterminée de la signorina Ellettra. Sans oublier un commissaire qui ne soit ni alcoolique, ni dépressif, mais qui, heureusement, rencontre constamment des difficultés avec sa hiérarchie et avec l’administration en général, sinon sa vie serait trop parfaite pour être vraie…
C’est donc un Brunetti particulièrement intéressant et dynamique que j’ai retrouvé avec cette lecture et qui me donne envie de me plonger rapidement dans un autre tome de la série !

## Éditions
Éditions originales en anglais
- (en) Donna Leon, Falling in Love, Londres, William Heinemann, 9 avril 2015, 256 p. (ISBN 978-0-434-02358-5) — Édition britannique
- (en) Donna Leon, Falling in Love : A Commissario Guido Brunetti Mystery, New York, Atlantic Monthly Press, 7 avril 2015, 256 p. (ISBN 978-0-8021-2353-4) — Édition américaine

Éditions françaises
- Donna Leon (auteur) et Gabriella Zimmermann (traducteur) (trad. de l'anglais), Brunetti en trois actes [« Falling in Love »], Paris, Calmann-Lévy, 28 septembre 2016, 342 p. (ISBN 978-2-7021-5895-1, BNF 45127722)
- Donna Leon (auteur) et Gabriella Zimmermann (traducteur) (trad. de l'anglais), Brunetti en trois actes [« Falling in Love »], Paris, Points, coll. « Points policier » (no P4649), 14 septembre 2017, 432 p. (ISBN 978-2-7578-6494-4, BNF 45373769)

## Adaptation télévisée
Le roman a fait l'objet d'une adaptation pour la télévision, en 2018, sous le titre allemand original : Endlich mein, dans le cadre de la série Commissaire Brunetti dans une réalisation de Sigi Rothemund, produite par le réseau ARD et initialement diffusée le 29 mars 2018.